# コシジタネツケバナ
コシジタネツケバナ（越路種漬花、学名: Cardamine niigatensis）は、アブラナ科タネツケバナ属の多年草。

## 特徴
全体に柔らかい。根茎は短く匍匐する。茎は高さ5-15cm、ときに25cmになり、無毛。根出葉は単葉で丸みを帯び、長さ3-15mm、長い葉柄があって無毛、花期には枯れて存在しないことが多い。茎につく葉は互生し、長さ1-7cmの葉柄があり、葉柄の基部は茎を抱かない。下部の葉は奇数羽状複葉になり、小葉は3-5個、上部の葉は単葉か3小葉になり、頂小葉は大きく、丸みを帯びた長楕円形で、長さ5-50mm、幅5-20mmになる。葉の両面、縁ともに無毛。
花期は4-6月。茎先に総状花序をつけ、径5-8mmになる白色の十字形の4弁花を数個つける。萼片は長楕円形で長さ1.5-3mm、縁は白色になる。花弁は倒卵形からへら形で、長さ4-7mm、幅1.5-2.5mm。雄蕊は6個、葯は長さ約0.7mm。雌蕊は1個で柱頭は小さい。果実は長角果で斜開してつき、線形で無毛、長さ2-3.5cm、先端につく残存花柱は長さ2-3mm、幅1-1.2mmになる。種子はオリーブ色で、長さ1-1.2mmになる。
本種は栄養繁殖性が強く、開花後に茎が倒れ、地上に接した部分から発根し、翌年にその節から茎が伸長し株状になる。

## 分布と生育環境
日本固有種。本州の新潟県を主とし、富山県、群馬県および福島県に分布し、深山の流れのほとりに生育する。冬季でも着雪せず、年間を通じて水がしみ出しているような崖状の場所に多い。

## 名前の由来
和名コシジタネツケバナは、「越路種漬花」の意。種小名（種形容語）niigatensis は、「新潟県の」の意味。

## 新種記載
この植物については、最初、植物学者の奥山春季 (1963) が「原色日本野外植物図譜 7:19」に掲載するにあたって、和名コシジタネツケバナを命名し、Cardamine scutate Thunb.（オオバタネツケバナ）の変種 var. koshiensis としたが、和文で「花が少し大きく，径約 5mm程度」とされただけで正式な記載はなかった。大井次三郎 (1965) も「日本植物誌改訂版」に掲載したが同様に正式な記載はなかった。原寛 (1983) は、新潟県の植物研究家である伊藤至から「花および、果実をつけたよい資料」が送られたことから、検討の結果、独立種として「植物研究雑誌第58巻第11号」に正式に記載発表した。

## 種の保全状況評価
国（環境省）のレッドデータブック、レッドリストでの選定はない。都道府県のレッドデータ、レッドリストの選定状況は次の通り。福島県-情報不足(DD)。

## 分類
同属のオオバタネツケバナ Cardamine regeliana やオオケタネツケバナ C. dentipetala の貧弱な個体に似る。本種はオオバタネツケバナと比べ花が大きい。また、本種はオオケタネツケバナ同様花が大きいが、同種と比べ葉が無毛であることで区別できる。

## ギャラリー

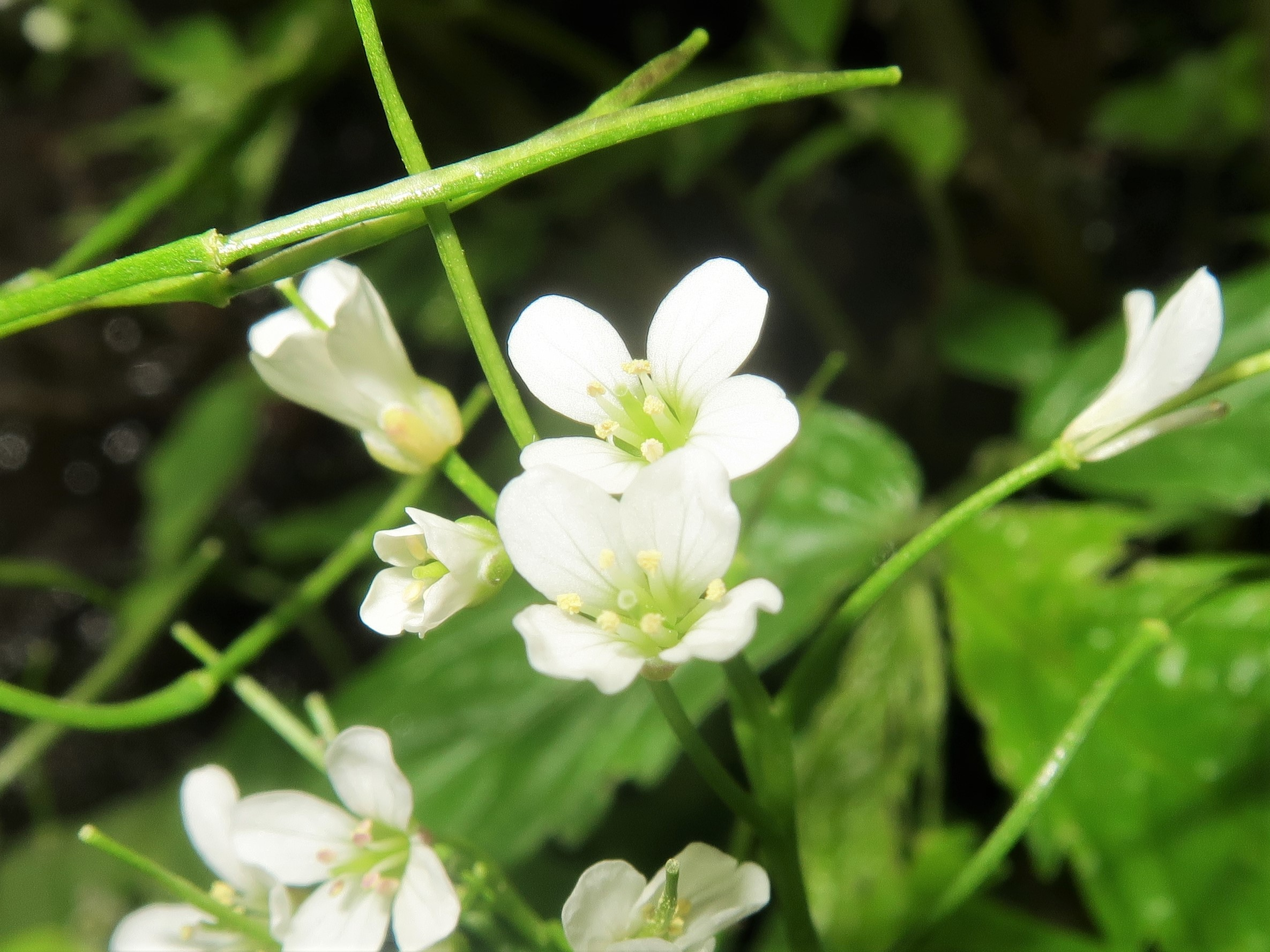
白色の十字形の4弁花は大きく、径1cm近くになる。（新潟県柏崎市）
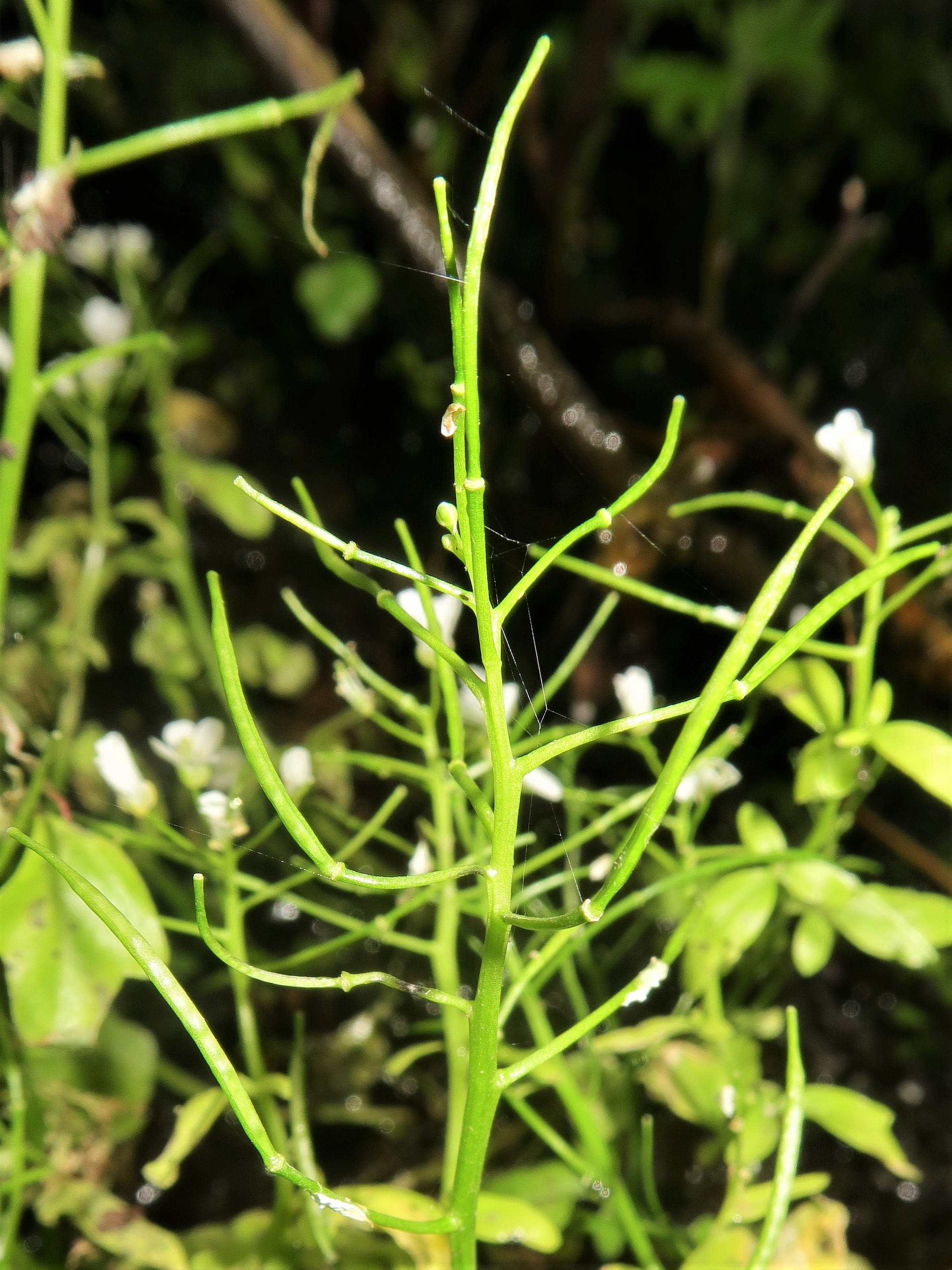
果実は長角果で斜開してつき、線形で無毛、先端につく残存花柱がつく。（新潟県柏崎市）
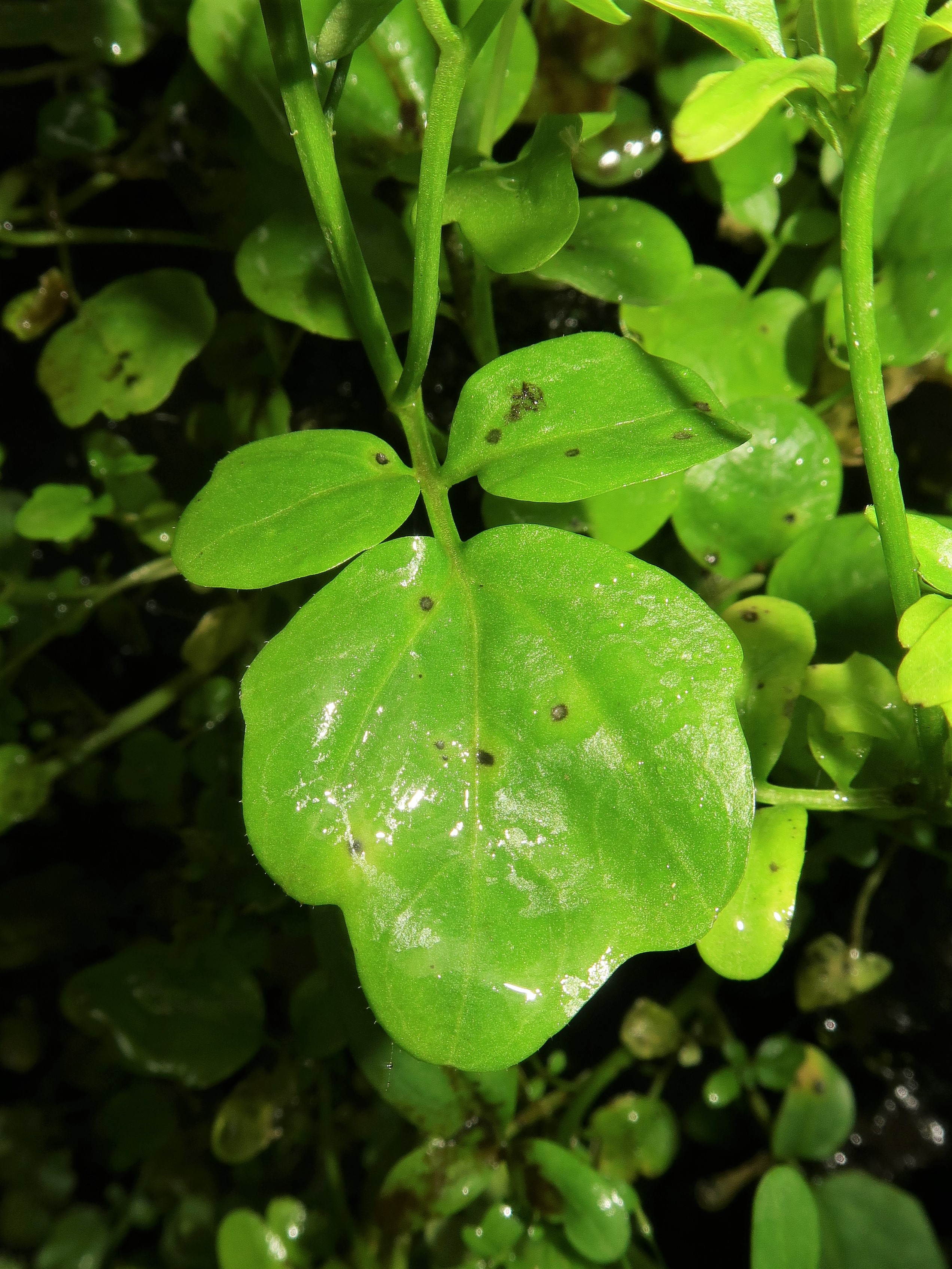
茎の中部につく葉は単葉か3小葉になり、頂小葉は大きく、丸みを帯びた長楕円形になる。（新潟県柏崎市）
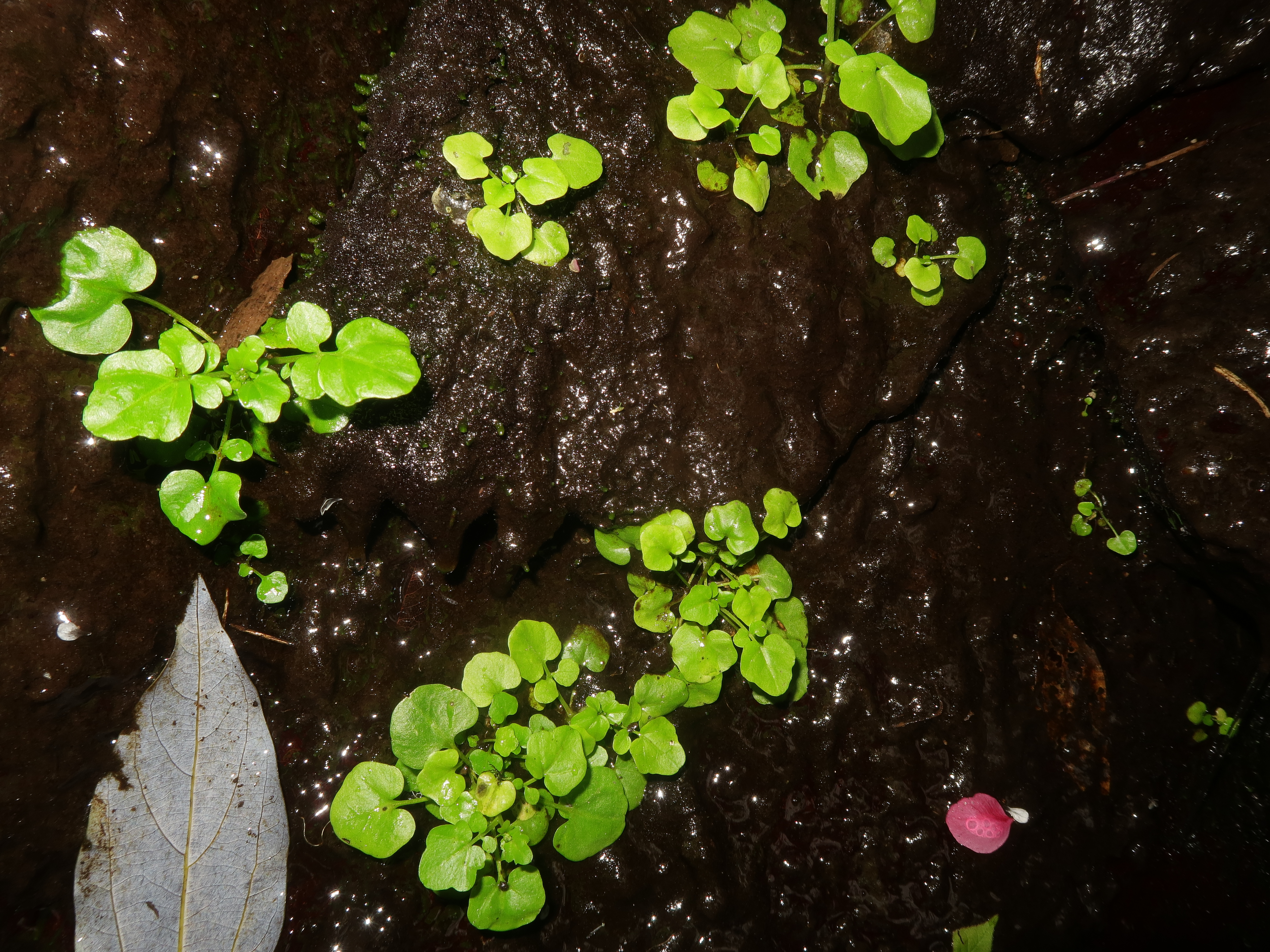
水がしみ出る岩場につく根出葉。（新潟県柏崎市）
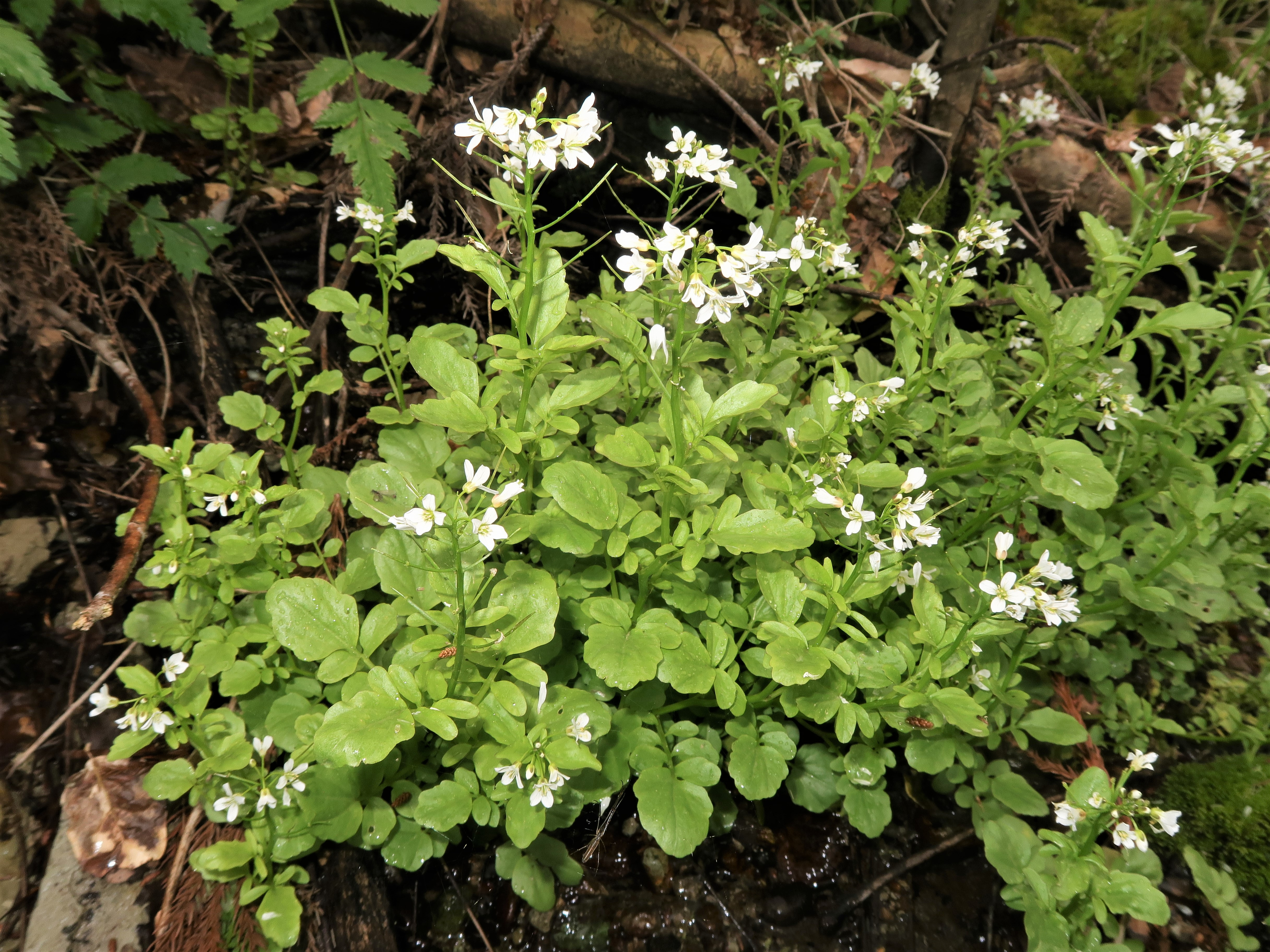
茎の高さが30cmを超える個体群。水がしみ出る河岸段丘崖。（福島県会津地方）